# Most św. Anioła
Most św. Anioła (wł. Ponte Sant'Angelo) – pięcioprzęsłowy most nad Tybrem w centrum Rzymu, przy Zamku Świętego Anioła.
Oddany w 134 roku n.e. most został zbudowany przez cesarza Hadriana jako dojście do wzniesionego na prawym brzegu Tybru cesarskiego mauzoleum. Nazywano go początkowo mostem Eliusza (Pons Aelius) lub mostem Hadriana (pons Hadriani). Wzniesiona z peperynu i obłożona z zewnątrz trawertynem budowla liczyła oryginalne trzy przęsła o rozpiętości 18,39 m. Do mostu wiodły dwie rampy – na wschodnim brzegu z trzema przęsłami o rozpiętości 3, 3,5 i 7,59 m, na prawym z dwoma o rozpiętości 7,59 i 3,75 m. Szerokość mostu wynosiła 10,5 m. Był to wówczas najwspanialszy most rzymski, starannie wykończony i bogato zdobiony.
Nazwa mostu została zmieniona na obecną podczas pontyfikatu Grzegorza I, jednocześnie z przemianowaniem Mauzoleum Hadriana na Zamek Świętego Anioła.
W 1450 roku doszło do tragedii, gdy napierający tłum pielgrzymów zmierzających do Watykanu przełamał balustrady na moście. Zginęło wówczas ponad 200 osób. W XVI wieku na polecenie Klemensa VII na moście ustawiono rzeźby św. Piotra i św. Pawła oraz dwunastu patriarchów, wykonane przez Raffaello da Montelupo. Usunięto je w następnym stuleciu, zastępując zamówionymi przez papieża Klemensa IX figurami aniołów dłuta Berniniego i jego współpracowników.
W 1892 roku w związku z umocnieniem brzegów Tybru most przebudowano, usuwając wiodące nań rampy. Z oryginalnej starożytnej konstrukcji zachowały się tylko trzy środkowe przęsła.